# Patrick Neill
Francis Patrick Neill, baron Neill de Bladen, (8 août 1926 - 28 mai 2016) est un avocat britannique et membre crossbencher de la Chambre des lords.

## Biographie
Fils de Thomas Neill, Patrick Neill fait ses études à la Highgate School et au Magdalen College d'Oxford.
Il est avocat en 1951 et devient Conseiller de la reine en 1966. Après avoir dirigé One Hare Court, il est chef des chambres de Serle Court, à Lincoln's Inn lorsque les deux fusionnent en 1999. Lord Neill quitte Serle Court en 2008 pour rejoindre son frère aîné Brian Neill, un ancien juge de la Cour d'appel, au 20 Essex Street.
Il est directeur du All Souls College, Oxford, de 1977 à 1995, et Fellow honoraire depuis 1995. Il est vice-chancelier de l'Université d'Oxford de 1985 à 1989 et joue un rôle majeur dans la décision de l'Université d'entreprendre la Campagne pour Oxford. Il est un candidat non élu à l'élection de chancelier de l'Université d'Oxford en 2003.
Ayant été fait chevalier en 1983, Neill est nommé pair à vie en tant que baron Neill de Bladen, de Briantspuddle dans le comté de Dorset, le 28 novembre 1997. Il siège à la Chambre des lords en tant que crossbencher jusqu'au 18 mai 2016, date à laquelle il cesse d'être membre conformément à l'article 2 de la loi de 2014 sur la réforme de la Chambre des lords, n'ayant pas assisté à l'ensemble de la session 2015-2016 sans être en congé.
En 1954, il épouse Caroline Susan Debenham, fille de Piers Kenrick Debenham . Ils ont six enfants:
- Timothy Piers Patrick Neill
- Robin Charles Richard Neill
- Jonathan Francis Kenrick Neill
- Harriet Susan Anne Neill
- Matthew Piers Thomas Neill
- Emma Charlotte Angela Neill, mariée avec Christopher Geidt, ancien secrétaire privé de la Reine[5]